# Heriades ammodendri
Heriades ammodendri är en biart som beskrevs av Popov 1960. Heriades ammodendri ingår i släktet väggbin, och familjen buksamlarbin. Inga underarter finns listade i Catalogue of Life.